# Премія королеви Єлизавети в галузі інженерії
Пре́мія короле́ви Єлизаве́ти в га́лузі інженері́ї (англ. Queen Elizabeth Prize for Engineering), також знана як QEPrize — міжнародна нагорода за інновації та інженерні досягнення. Премію було засновано у 2012 році міжпартійною групою, до складу якої входили політики Девід Камерон, Нік Клегг і Ед Мілібенд, на той час відповідно Прем'єр-міністр, Віцепрем'єр-міністр і Лідер опозиції Великої Британії. З 2021 року грошова винагорода розміром 500 000 фунтів стерлінгів і надрукований на 3D-принтері кубок вручаються щорічно від імені королеви Єлизавети II (премія вручалася кожні два роки до 2021 року).
Керівництво нагородою здійснює благодійна організація Queen Elizabeth Prize for Engineering Foundation (Фундація QEPrize) і вона фінансується коштом пожертв таких міжнародних компаній: BAE Systems, BP, GSK, Hitachi Ltd., Jaguar Land Rover, National Grid, Nissan Motor Corporation, Shell, Siemens UK, Sony, Tata Consultancy Services, Tata Steel і Toshiba.

## Нагорода
Премію королеви Єлизавети в галузі інженерії присуджують за інженерні досягнення, які, як вважається, принесуть відчутну та широку користь громадськості. Фундація запрошує номінувати громадськість, інженерні та наукові академії, університети, дослідницькі та комерційні організації з будь-якої точки світу; самовисування не допускається, премію не присуджують посмертно.
Суддівська комісія працює на основі інформації, наданої в номінації, коментарів суддів та будь-якої додаткової інформації, необхідної для визначення того, яка номінація найповніше відповідає наведеним нижче критеріям нагороди:
1. Що саме ця людина (або до п'яти осіб) зробила(и) новаторського в інженерній галузі?
2. Яким чином ця інновація принесла людству глобальну користь?
3. Чи є ще хтось, хто міг би стверджувати, що відіграв ключову роль у цьому розвитку?

Переможця(ів) QEPrize щороку оголошує голова Фундації QEPrize. У перших чотирьох циклах нагородження це оголошення відбулося в Королівській інженерній академії, де були присутні члени Королівської сім'ї. Церемонія вручення премії QEPrize відбувається того ж року, що й оголошення. Кубок QEPrize створений переможцем конкурсу «Create the Trophy», вручається переможцю(ям) членом Королівської родини. У перших двох призових циклах кубок вручала Королева. У наступних циклах трофей вручав король, офіційно принц Уельський.

## Лауреати нагороди
| Рік  | Досягнення                                                     | Лауреат(и)            | Країна          | Примітки |
| ---- | -------------------------------------------------------------- | --------------------- | --------------- | --- |
| 2013 | The Internet and the World Wide Web                            | Роберт Кан            | США             | Перша премія була присуджена п'ятьом інженерам, відповідальним за створення Інтернету та Всесвітнього павутиння. Оголошення було зроблено лордом Брауном Медінглі в присутності принцеси Анни 18 березня. Лауреатами премії 2013 року стали: - Роберт Кан (США), Вінтон Серф (США), і Луї Пузен (Франція) за їхній внесок у протоколи, які складають фундаментальну архітектуру Інтернету. - Тім Бернерс-Лі (Велика Британія) за створення Всесвітнього павутиння. - Марк Андреессен (США) за браузер NCSA Mosaic. 25 червня переможці отримали свою нагороду з рук королеви Єлизавети II на церемонії в Букінгемському палаці перед аудиторією, до якої входили лідери трьох основних політичних партій Великої Британії, журі QEPrize та декілька молодих інженерів. |
| 2013 | The Internet and the World Wide Web                            | Вінтон Серф           | США             | Перша премія була присуджена п'ятьом інженерам, відповідальним за створення Інтернету та Всесвітнього павутиння. Оголошення було зроблено лордом Брауном Медінглі в присутності принцеси Анни 18 березня. Лауреатами премії 2013 року стали: - Роберт Кан (США), Вінтон Серф (США), і Луї Пузен (Франція) за їхній внесок у протоколи, які складають фундаментальну архітектуру Інтернету. - Тім Бернерс-Лі (Велика Британія) за створення Всесвітнього павутиння. - Марк Андреессен (США) за браузер NCSA Mosaic. 25 червня переможці отримали свою нагороду з рук королеви Єлизавети II на церемонії в Букінгемському палаці перед аудиторією, до якої входили лідери трьох основних політичних партій Великої Британії, журі QEPrize та декілька молодих інженерів. |
| 2013 | The Internet and the World Wide Web                            | Луї Пузен             | Франція         | Перша премія була присуджена п'ятьом інженерам, відповідальним за створення Інтернету та Всесвітнього павутиння. Оголошення було зроблено лордом Брауном Медінглі в присутності принцеси Анни 18 березня. Лауреатами премії 2013 року стали: - Роберт Кан (США), Вінтон Серф (США), і Луї Пузен (Франція) за їхній внесок у протоколи, які складають фундаментальну архітектуру Інтернету. - Тім Бернерс-Лі (Велика Британія) за створення Всесвітнього павутиння. - Марк Андреессен (США) за браузер NCSA Mosaic. 25 червня переможці отримали свою нагороду з рук королеви Єлизавети II на церемонії в Букінгемському палаці перед аудиторією, до якої входили лідери трьох основних політичних партій Великої Британії, журі QEPrize та декілька молодих інженерів. |
| 2013 | The Internet and the World Wide Web                            | Тім Бернерс-Лі        | Велика Британія | Перша премія була присуджена п'ятьом інженерам, відповідальним за створення Інтернету та Всесвітнього павутиння. Оголошення було зроблено лордом Брауном Медінглі в присутності принцеси Анни 18 березня. Лауреатами премії 2013 року стали: - Роберт Кан (США), Вінтон Серф (США), і Луї Пузен (Франція) за їхній внесок у протоколи, які складають фундаментальну архітектуру Інтернету. - Тім Бернерс-Лі (Велика Британія) за створення Всесвітнього павутиння. - Марк Андреессен (США) за браузер NCSA Mosaic. 25 червня переможці отримали свою нагороду з рук королеви Єлизавети II на церемонії в Букінгемському палаці перед аудиторією, до якої входили лідери трьох основних політичних партій Великої Британії, журі QEPrize та декілька молодих інженерів. |
| 2013 | The Internet and the World Wide Web                            | Марк Андреессен       | США             | Перша премія була присуджена п'ятьом інженерам, відповідальним за створення Інтернету та Всесвітнього павутиння. Оголошення було зроблено лордом Брауном Медінглі в присутності принцеси Анни 18 березня. Лауреатами премії 2013 року стали: - Роберт Кан (США), Вінтон Серф (США), і Луї Пузен (Франція) за їхній внесок у протоколи, які складають фундаментальну архітектуру Інтернету. - Тім Бернерс-Лі (Велика Британія) за створення Всесвітнього павутиння. - Марк Андреессен (США) за браузер NCSA Mosaic. 25 червня переможці отримали свою нагороду з рук королеви Єлизавети II на церемонії в Букінгемському палаці перед аудиторією, до якої входили лідери трьох основних політичних партій Великої Британії, журі QEPrize та декілька молодих інженерів. |
| 2015 | Контрольована доставка великомолекулярних ліків                | Роберт Ленджер        | США             | Премія 2015 року була присуджена Роберту Ленджеру за його роботу з доставки високомолекулярних ліків із контрольованим вивільненням. Оголошення було зроблене лордом Брауном Медінглі в присутності принца Ендрю герцога Йоркського 3 лютого. Ленджер, який виступив з промовою під час оголошення, сказав, що він «пишається і має честь виграти найвищу інженерну нагороду у світі». 26 жовтня Ленджер отримав нагороду з рук королеви Єлизавети II на церемонії в Букінгемському палаці. |
| 2017 | Цифрові датчики зображення                                     | Джордж Сміт           | США             | Премія 2017 року була присуджена чотирьом інженерам, відповідальним за створення датчиків цифрових зображень, інновації, яка сприяла прогресу в медицині, науці, комунікації та розвагах. Оголошення лауреатів було зроблено в присутності принцеси Анни 1 лютого. Лауреатами премії 2017 року стали: - Джордж Сміт (США) за винайдення приладу із зарядовим зв'язком (ППД). - Майкл Томпсетт (Велика Британія) за розробку датчика зображення ППД, включаючи винайдення напівпровідникової схеми обробки зображення та аналого-цифрового перетворювача. - Nobukazu Teranishi (Японія) за створення PIN-фотодіода (PPD). - Ерік Фоссум (США) за розробку КМОН-сенсора зображення. 6 грудня переможці отримали свою нагороду з рук Чальза, принца Уельського на церемонії, проведеній в Букінгемському палаці. |
| 2017 | Цифрові датчики зображення                                     | Майкл Томпсетт        | Велика Британія | Премія 2017 року була присуджена чотирьом інженерам, відповідальним за створення датчиків цифрових зображень, інновації, яка сприяла прогресу в медицині, науці, комунікації та розвагах. Оголошення лауреатів було зроблено в присутності принцеси Анни 1 лютого. Лауреатами премії 2017 року стали: - Джордж Сміт (США) за винайдення приладу із зарядовим зв'язком (ППД). - Майкл Томпсетт (Велика Британія) за розробку датчика зображення ППД, включаючи винайдення напівпровідникової схеми обробки зображення та аналого-цифрового перетворювача. - Nobukazu Teranishi (Японія) за створення PIN-фотодіода (PPD). - Ерік Фоссум (США) за розробку КМОН-сенсора зображення. 6 грудня переможці отримали свою нагороду з рук Чальза, принца Уельського на церемонії, проведеній в Букінгемському палаці. |
| 2017 | Цифрові датчики зображення                                     | Nobukazu Teranishi    | Японія          | Премія 2017 року була присуджена чотирьом інженерам, відповідальним за створення датчиків цифрових зображень, інновації, яка сприяла прогресу в медицині, науці, комунікації та розвагах. Оголошення лауреатів було зроблено в присутності принцеси Анни 1 лютого. Лауреатами премії 2017 року стали: - Джордж Сміт (США) за винайдення приладу із зарядовим зв'язком (ППД). - Майкл Томпсетт (Велика Британія) за розробку датчика зображення ППД, включаючи винайдення напівпровідникової схеми обробки зображення та аналого-цифрового перетворювача. - Nobukazu Teranishi (Японія) за створення PIN-фотодіода (PPD). - Ерік Фоссум (США) за розробку КМОН-сенсора зображення. 6 грудня переможці отримали свою нагороду з рук Чальза, принца Уельського на церемонії, проведеній в Букінгемському палаці. |
| 2017 | Цифрові датчики зображення                                     | Ерік Фоссум           | США             | Премія 2017 року була присуджена чотирьом інженерам, відповідальним за створення датчиків цифрових зображень, інновації, яка сприяла прогресу в медицині, науці, комунікації та розвагах. Оголошення лауреатів було зроблено в присутності принцеси Анни 1 лютого. Лауреатами премії 2017 року стали: - Джордж Сміт (США) за винайдення приладу із зарядовим зв'язком (ППД). - Майкл Томпсетт (Велика Британія) за розробку датчика зображення ППД, включаючи винайдення напівпровідникової схеми обробки зображення та аналого-цифрового перетворювача. - Nobukazu Teranishi (Японія) за створення PIN-фотодіода (PPD). - Ерік Фоссум (США) за розробку КМОН-сенсора зображення. 6 грудня переможці отримали свою нагороду з рук Чальза, принца Уельського на церемонії, проведеній в Букінгемському палаці. |
| 2019 | Глобальна система позиціювання (GPS)                           | Бредфорд Паркінсон    | США             | Премія 2019 року була присуджена чотирьом інженерам, відповідальним за розробку першої дійсно глобальної супутникової системи позиціонування (GPS), чиї спільні зусилля забезпечили безкоштовний миттєвий доступ до точної інформації про місцезнаходження та час для понад 4 мільярдів людей у всьому світі. Його застосування варіюється від навігації та надання допомоги при стихійних лихах до моніторингу клімату та банківських систем. Оголошення лауреатів було зроблене лордом Брауном Медінглі в присутності принцеси Анни 12 лютого. Лауреатами премії 2019 року стали: - Бредфорд Паркінсон (США) for leading the development, design, and testing of key GPS components. - Джеймс Спайкер (США) за розробку структури цивільного сигналу GPS L-діапазону з використанням CDMA. - Hugo FrueHauf (США) за його інструментальну роль у створенні дуже точного мініатюрного атомного годинника з використанням рубідієвого осцилятора. - Річард Шварц (США) за керівництво проєктуванням і розробкою високоміцного і довговічного Блоку I супутників GPS. 3 грудня переможці отримали нагороду з рук Чарльза, принца Уельського на церемонії, проведеній в Букінгемському палаці. |
| 2019 | Глобальна система позиціювання (GPS)                           | Джеймс Спайкер        | США             | Премія 2019 року була присуджена чотирьом інженерам, відповідальним за розробку першої дійсно глобальної супутникової системи позиціонування (GPS), чиї спільні зусилля забезпечили безкоштовний миттєвий доступ до точної інформації про місцезнаходження та час для понад 4 мільярдів людей у всьому світі. Його застосування варіюється від навігації та надання допомоги при стихійних лихах до моніторингу клімату та банківських систем. Оголошення лауреатів було зроблене лордом Брауном Медінглі в присутності принцеси Анни 12 лютого. Лауреатами премії 2019 року стали: - Бредфорд Паркінсон (США) for leading the development, design, and testing of key GPS components. - Джеймс Спайкер (США) за розробку структури цивільного сигналу GPS L-діапазону з використанням CDMA. - Hugo FrueHauf (США) за його інструментальну роль у створенні дуже точного мініатюрного атомного годинника з використанням рубідієвого осцилятора. - Річард Шварц (США) за керівництво проєктуванням і розробкою високоміцного і довговічного Блоку I супутників GPS. 3 грудня переможці отримали нагороду з рук Чарльза, принца Уельського на церемонії, проведеній в Букінгемському палаці. |
| 2019 | Глобальна система позиціювання (GPS)                           | Hugo FrueHauf         | США             | Премія 2019 року була присуджена чотирьом інженерам, відповідальним за розробку першої дійсно глобальної супутникової системи позиціонування (GPS), чиї спільні зусилля забезпечили безкоштовний миттєвий доступ до точної інформації про місцезнаходження та час для понад 4 мільярдів людей у всьому світі. Його застосування варіюється від навігації та надання допомоги при стихійних лихах до моніторингу клімату та банківських систем. Оголошення лауреатів було зроблене лордом Брауном Медінглі в присутності принцеси Анни 12 лютого. Лауреатами премії 2019 року стали: - Бредфорд Паркінсон (США) for leading the development, design, and testing of key GPS components. - Джеймс Спайкер (США) за розробку структури цивільного сигналу GPS L-діапазону з використанням CDMA. - Hugo FrueHauf (США) за його інструментальну роль у створенні дуже точного мініатюрного атомного годинника з використанням рубідієвого осцилятора. - Річард Шварц (США) за керівництво проєктуванням і розробкою високоміцного і довговічного Блоку I супутників GPS. 3 грудня переможці отримали нагороду з рук Чарльза, принца Уельського на церемонії, проведеній в Букінгемському палаці. |
| 2019 | Глобальна система позиціювання (GPS)                           | Річард Шварц          | США             | Премія 2019 року була присуджена чотирьом інженерам, відповідальним за розробку першої дійсно глобальної супутникової системи позиціонування (GPS), чиї спільні зусилля забезпечили безкоштовний миттєвий доступ до точної інформації про місцезнаходження та час для понад 4 мільярдів людей у всьому світі. Його застосування варіюється від навігації та надання допомоги при стихійних лихах до моніторингу клімату та банківських систем. Оголошення лауреатів було зроблене лордом Брауном Медінглі в присутності принцеси Анни 12 лютого. Лауреатами премії 2019 року стали: - Бредфорд Паркінсон (США) for leading the development, design, and testing of key GPS components. - Джеймс Спайкер (США) за розробку структури цивільного сигналу GPS L-діапазону з використанням CDMA. - Hugo FrueHauf (США) за його інструментальну роль у створенні дуже точного мініатюрного атомного годинника з використанням рубідієвого осцилятора. - Річард Шварц (США) за керівництво проєктуванням і розробкою високоміцного і довговічного Блоку I супутників GPS. 3 грудня переможці отримали нагороду з рук Чарльза, принца Уельського на церемонії, проведеній в Букінгемському палаці. |
| 2021 | Світлодіодне освітлення                                        | Нік Голоняк           | США             | Премія 2021 року була присуджена п'ятьом інженерам, відповідальним за розробку світлодіодного освітлення, яке стало основою для всіх технологій твердотільного освітлення та є на 75 % енергоефективнішим, ніж традиційні лампочки, сприяючи глобальному зниженню споживання енергії. Через пандемію COVID-19 про це оголосив лорд Браун Медінглі під час глобальної трансляції наживо. Лауреатами премії 2021 року стали: - Нік Голоняк (США) за розробку першого (червоного) світловипромінюючого діода видимого світла. - Магнус Джордж Крафорд (США) за розробку світлодіода жовтого світіння та піонерську розробку світлодіодів AlInGaP із використанням металоорганічного хімічного осадження з парової фази (MOCVD). - Рассел Дюпюї (US) за демонстрацію того, що MOCVD можна застосовувати до отримання високоякісних напівпровідникових тонких плівок і пристроїв для виробництва високоефективних світлодіодів. - Накамура Сюдзі (США) і Акасакі Ісаму (Японія) за їхні розробки синіх і білих світлодіодів. 8 грудня переможці отримали нагороду від Чарльза, принца Уельського на церемонії в палаці Сент-Джеймс                                                               |
| 2021 | Світлодіодне освітлення                                        | Акасакі Ісаму         | Японія          | Премія 2021 року була присуджена п'ятьом інженерам, відповідальним за розробку світлодіодного освітлення, яке стало основою для всіх технологій твердотільного освітлення та є на 75 % енергоефективнішим, ніж традиційні лампочки, сприяючи глобальному зниженню споживання енергії. Через пандемію COVID-19 про це оголосив лорд Браун Медінглі під час глобальної трансляції наживо. Лауреатами премії 2021 року стали: - Нік Голоняк (США) за розробку першого (червоного) світловипромінюючого діода видимого світла. - Магнус Джордж Крафорд (США) за розробку світлодіода жовтого світіння та піонерську розробку світлодіодів AlInGaP із використанням металоорганічного хімічного осадження з парової фази (MOCVD). - Рассел Дюпюї (US) за демонстрацію того, що MOCVD можна застосовувати до отримання високоякісних напівпровідникових тонких плівок і пристроїв для виробництва високоефективних світлодіодів. - Накамура Сюдзі (США) і Акасакі Ісаму (Японія) за їхні розробки синіх і білих світлодіодів. 8 грудня переможці отримали нагороду від Чарльза, принца Уельського на церемонії в палаці Сент-Джеймс                                                               |
| 2021 | Світлодіодне освітлення                                        | Магнус Джордж Крафорд | США             | Премія 2021 року була присуджена п'ятьом інженерам, відповідальним за розробку світлодіодного освітлення, яке стало основою для всіх технологій твердотільного освітлення та є на 75 % енергоефективнішим, ніж традиційні лампочки, сприяючи глобальному зниженню споживання енергії. Через пандемію COVID-19 про це оголосив лорд Браун Медінглі під час глобальної трансляції наживо. Лауреатами премії 2021 року стали: - Нік Голоняк (США) за розробку першого (червоного) світловипромінюючого діода видимого світла. - Магнус Джордж Крафорд (США) за розробку світлодіода жовтого світіння та піонерську розробку світлодіодів AlInGaP із використанням металоорганічного хімічного осадження з парової фази (MOCVD). - Рассел Дюпюї (US) за демонстрацію того, що MOCVD можна застосовувати до отримання високоякісних напівпровідникових тонких плівок і пристроїв для виробництва високоефективних світлодіодів. - Накамура Сюдзі (США) і Акасакі Ісаму (Японія) за їхні розробки синіх і білих світлодіодів. 8 грудня переможці отримали нагороду від Чарльза, принца Уельського на церемонії в палаці Сент-Джеймс                                                               |
| 2021 | Світлодіодне освітлення                                        | Накамура Сюдзі        | США             | Премія 2021 року була присуджена п'ятьом інженерам, відповідальним за розробку світлодіодного освітлення, яке стало основою для всіх технологій твердотільного освітлення та є на 75 % енергоефективнішим, ніж традиційні лампочки, сприяючи глобальному зниженню споживання енергії. Через пандемію COVID-19 про це оголосив лорд Браун Медінглі під час глобальної трансляції наживо. Лауреатами премії 2021 року стали: - Нік Голоняк (США) за розробку першого (червоного) світловипромінюючого діода видимого світла. - Магнус Джордж Крафорд (США) за розробку світлодіода жовтого світіння та піонерську розробку світлодіодів AlInGaP із використанням металоорганічного хімічного осадження з парової фази (MOCVD). - Рассел Дюпюї (US) за демонстрацію того, що MOCVD можна застосовувати до отримання високоякісних напівпровідникових тонких плівок і пристроїв для виробництва високоефективних світлодіодів. - Накамура Сюдзі (США) і Акасакі Ісаму (Японія) за їхні розробки синіх і білих світлодіодів. 8 грудня переможці отримали нагороду від Чарльза, принца Уельського на церемонії в палаці Сент-Джеймс                                                               |
| 2021 | Світлодіодне освітлення                                        | Рассел Дюпюї          | США             | Премія 2021 року була присуджена п'ятьом інженерам, відповідальним за розробку світлодіодного освітлення, яке стало основою для всіх технологій твердотільного освітлення та є на 75 % енергоефективнішим, ніж традиційні лампочки, сприяючи глобальному зниженню споживання енергії. Через пандемію COVID-19 про це оголосив лорд Браун Медінглі під час глобальної трансляції наживо. Лауреатами премії 2021 року стали: - Нік Голоняк (США) за розробку першого (червоного) світловипромінюючого діода видимого світла. - Магнус Джордж Крафорд (США) за розробку світлодіода жовтого світіння та піонерську розробку світлодіодів AlInGaP із використанням металоорганічного хімічного осадження з парової фази (MOCVD). - Рассел Дюпюї (US) за демонстрацію того, що MOCVD можна застосовувати до отримання високоякісних напівпровідникових тонких плівок і пристроїв для виробництва високоефективних світлодіодів. - Накамура Сюдзі (США) і Акасакі Ісаму (Японія) за їхні розробки синіх і білих світлодіодів. 8 грудня переможці отримали нагороду від Чарльза, принца Уельського на церемонії в палаці Сент-Джеймс                                                               |
| 2022 | Магніт неодим-залізо-бор                                       | Саґава Масато         | Японія          | Премію 2022 року присуджено Саґава Масато за відкриття, розробку та глобальну комерціалізацію найпотужнішого у світі постійного магніту, магніту неодим-залізо-бор (Nd-Fe-B), яке було трансформоване у створення чистіших, енергозберігаючих технологій. |
| 2023 | Сонячні елементи з пасивованим заднім контактом емітера (PERC) | Мартін Грін           | Австралія       | Премія 2023 року була присуджена чотирьом інженерам, відповідальним за винахід і розробку сонячної фотоелектричної технології на базі сонячних елементів з пасивованим заднім контактом емітера (PERC), що стало основою нещодавнього експоненційного зростання високопродуктивної та недорогої сонячної електроенергії. - Мартін Грін створив групу сонячних фотоелектричних пристроїв в Університеті Нового Південного Уельсу (UNSW) яка продемонструвала послідовне покращення ефективності елементів протягом 30 років, включаючи елемент PERC, і де співлауреати премії навчалися в аспірантурі - Ендрю Блейкерс був провідним розробником елемента PERC як комерційної технології. - Aihua Wang та її батько Jianhua Zhao продовжили розробку елементів PERC для досягнення ефективності 25 %. |
| 2023 | Сонячні елементи з пасивованим заднім контактом емітера (PERC) | Ендрю Блейкерс        | Австралія       | Премія 2023 року була присуджена чотирьом інженерам, відповідальним за винахід і розробку сонячної фотоелектричної технології на базі сонячних елементів з пасивованим заднім контактом емітера (PERC), що стало основою нещодавнього експоненційного зростання високопродуктивної та недорогої сонячної електроенергії. - Мартін Грін створив групу сонячних фотоелектричних пристроїв в Університеті Нового Південного Уельсу (UNSW) яка продемонструвала послідовне покращення ефективності елементів протягом 30 років, включаючи елемент PERC, і де співлауреати премії навчалися в аспірантурі - Ендрю Блейкерс був провідним розробником елемента PERC як комерційної технології. - Aihua Wang та її батько Jianhua Zhao продовжили розробку елементів PERC для досягнення ефективності 25 %. |
| 2023 | Сонячні елементи з пасивованим заднім контактом емітера (PERC) | Aihua Wang            | КНР             | Премія 2023 року була присуджена чотирьом інженерам, відповідальним за винахід і розробку сонячної фотоелектричної технології на базі сонячних елементів з пасивованим заднім контактом емітера (PERC), що стало основою нещодавнього експоненційного зростання високопродуктивної та недорогої сонячної електроенергії. - Мартін Грін створив групу сонячних фотоелектричних пристроїв в Університеті Нового Південного Уельсу (UNSW) яка продемонструвала послідовне покращення ефективності елементів протягом 30 років, включаючи елемент PERC, і де співлауреати премії навчалися в аспірантурі - Ендрю Блейкерс був провідним розробником елемента PERC як комерційної технології. - Aihua Wang та її батько Jianhua Zhao продовжили розробку елементів PERC для досягнення ефективності 25 %. |
| 2023 | Сонячні елементи з пасивованим заднім контактом емітера (PERC) | Jianhua Zhao          | КНР             | Премія 2023 року була присуджена чотирьом інженерам, відповідальним за винахід і розробку сонячної фотоелектричної технології на базі сонячних елементів з пасивованим заднім контактом емітера (PERC), що стало основою нещодавнього експоненційного зростання високопродуктивної та недорогої сонячної електроенергії. - Мартін Грін створив групу сонячних фотоелектричних пристроїв в Університеті Нового Південного Уельсу (UNSW) яка продемонструвала послідовне покращення ефективності елементів протягом 30 років, включаючи елемент PERC, і де співлауреати премії навчалися в аспірантурі - Ендрю Блейкерс був провідним розробником елемента PERC як комерційної технології. - Aihua Wang та її батько Jianhua Zhao продовжили розробку елементів PERC для досягнення ефективності 25 %. |
| 2024 | Сучасна вітроенергетична технологія                            | Ендрю Гаррад          | Велика Британія | Премія королеви Єлизавети 2024 року в галузі інженерії була присуджена за… досягнення в розробці, виробництві та розгортанні високопродуктивних Вітрогенераторів, що дозволяє вітровій енергії робити значний внесок у виробництво електроенергії у світі. Протягом останніх чотирьох десятиліть Гаррад і Стісдал зробили новаторський інженерний внесок, розробляючи перші технології та зберігаючи свою присутність на лідируючих позиціях у міру зростання галузі, створюючи найбільші у світі обертові машини, які допомагають рухатися до економіки з нульовим споживанням енергії. |
| 2024 | Сучасна вітроенергетична технологія                            | Генрік Стісдал        | Данія           | Премія королеви Єлизавети 2024 року в галузі інженерії була присуджена за… досягнення в розробці, виробництві та розгортанні високопродуктивних Вітрогенераторів, що дозволяє вітровій енергії робити значний внесок у виробництво електроенергії у світі. Протягом останніх чотирьох десятиліть Гаррад і Стісдал зробили новаторський інженерний внесок, розробляючи перші технології та зберігаючи свою присутність на лідируючих позиціях у міру зростання галузі, створюючи найбільші у світі обертові машини, які допомагають рухатися до економіки з нульовим споживанням енергії. |

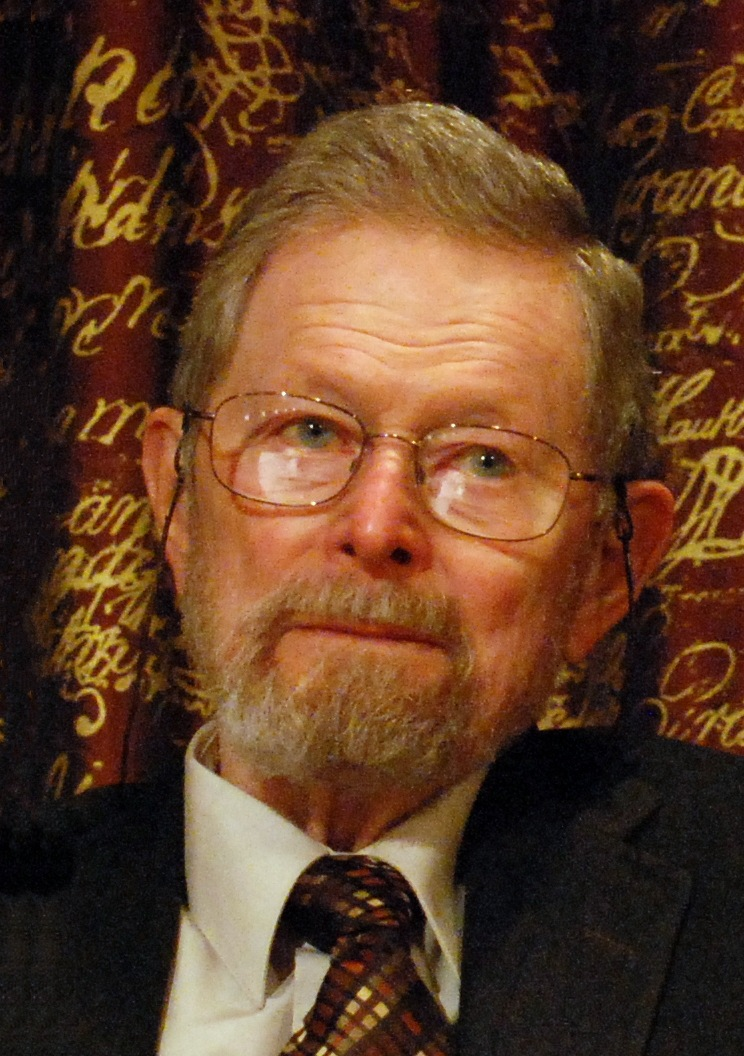
Винахідник ППД: Джордж Сміт
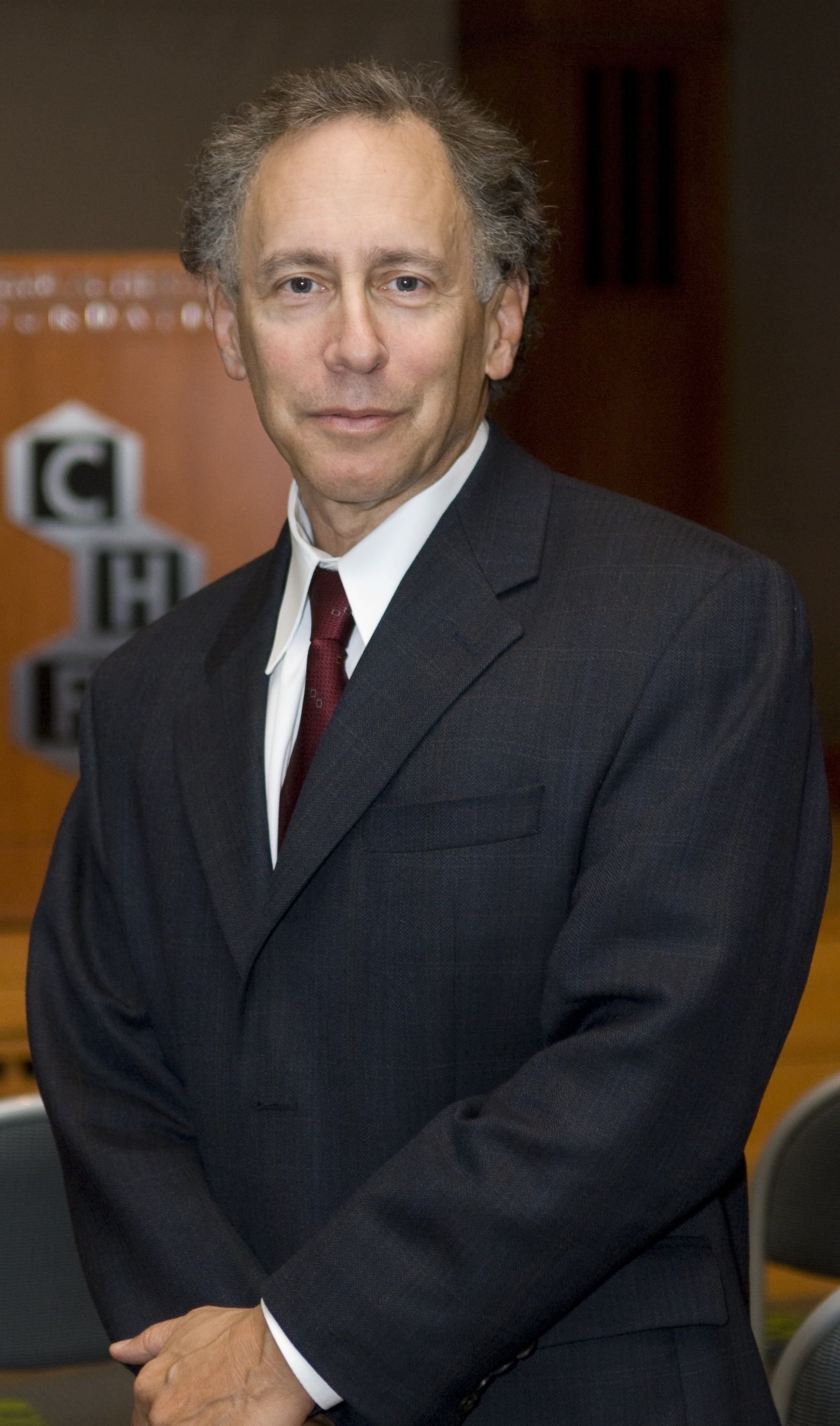
Творець технології доставки високомолекулярних ліків: Роберт Ленджер
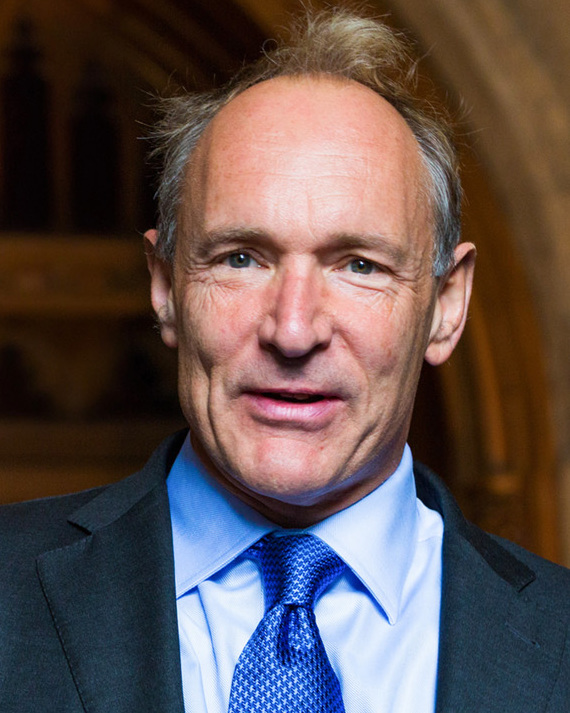
Творець Світового павутиння: Тім Бернерс-Лі
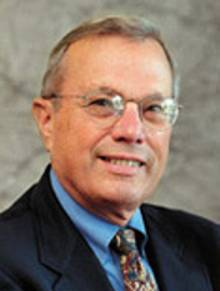
«Батько» GPS":           Бредфорт Паркінсон
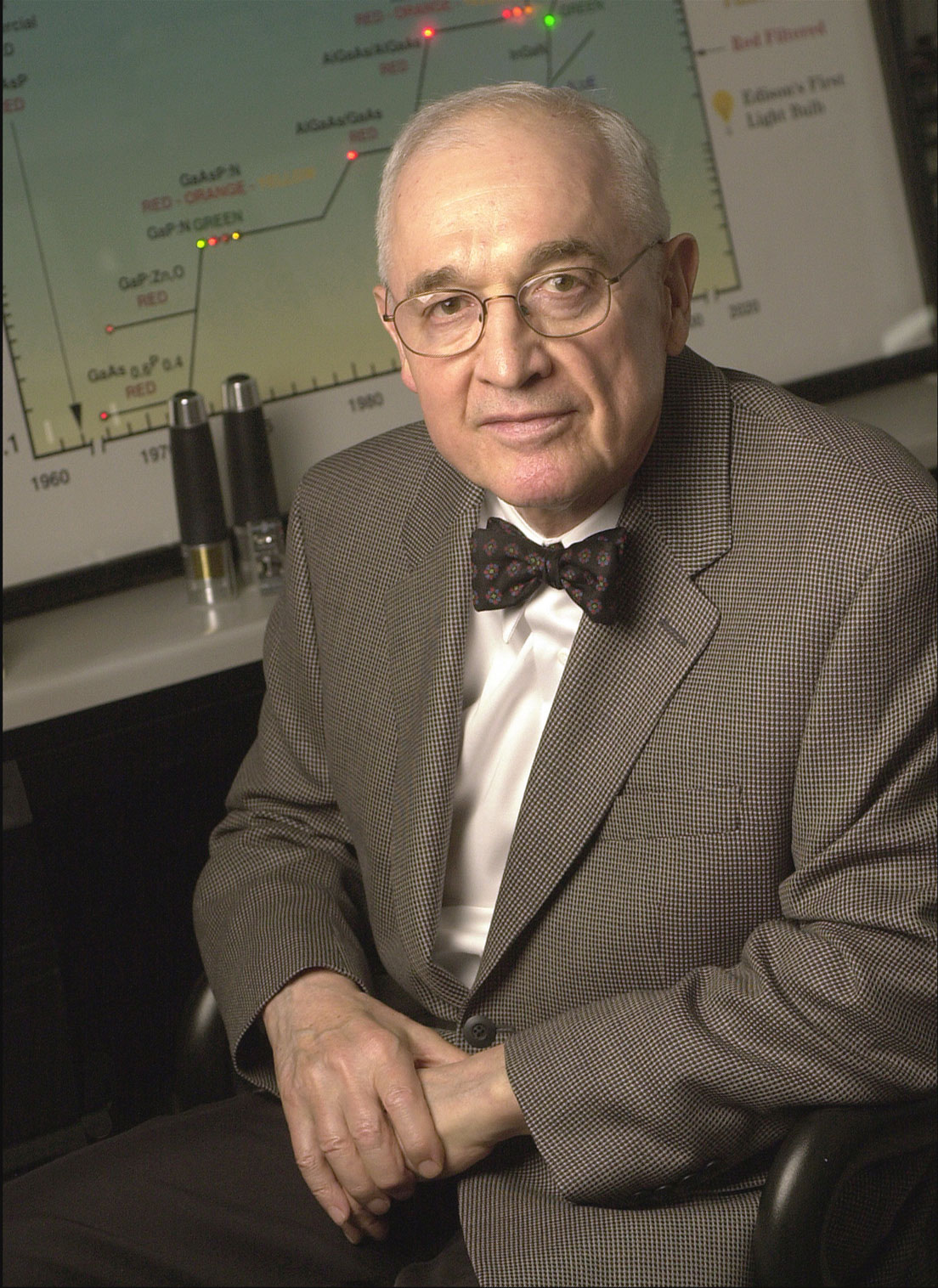
Винахідник першого світлодіода: Нік Голоняк

## Склад журі
У 2022 році членами журі Премії королеви Єлизавети в галузі інженерії були: професор Джим Аль-Халілі, доктор Джон Андерсон, професор Бріто Круз, доктор Жан-Лу Шамо, Джозефіна Ченг, Абдігані Діріє, Алан Фінкель, професор Цзінхай Лі, Ілля Еспіно де Маротта, Рагхунат Анант Машелкар, професор Тацуя Окубо, професор Віола Фоґель, Пол Вестбері і Генрі Т. Янг.
Журі очолювали за періодами: барон Алек Броерс (2013—2015), сер Крістофер Сноуден (2015—2021) і професорка Лінн Гладден (2022–тепер)

## Мережа послів QEPrize
Мережа послів QEPrize (Ambassador Network QEPrize) — це міжнародна мережа, яка об'єднує найкращих і найталановитіших інженерів-початківців з усіх галузей у всьому світі, які працюють, щоб надихнути наступне покоління приймати виклики майбутнього. Посли QEPrize діють як проповідники інженерії, спілкуючись із вчителями, батьками, школярами, політиками та журналістами щодо своєї професії та про те, чому інженер є такою важливою професією. 2016 року Мережа послів стала глобальною спільнотою.

## Галерея інженерів у Музеї науки
Фундація QEPrize є основним спонсором Галереї інженерів, яка відкрилася в червні 2023 року в Музеї науки в Лондоні. В галереї представлені всі переможці QEPrize та їхні розробки.